# Pseudomonadota
Pseudomonadota, dříve Proteobacteria (někdy počeštěně proteobakterie) je velký kmen (v některých systémech oddělení) bakterií z říše Pseudomonadati. K proteobakteriím patří mnoho patogenních druhů, jako Escherichia, Salmonella, Vibrio, Brucella, Helicobacter a mnoho dalších. Další proteobakterie žijí volně, některé jsou známé jako fixátoři dusíku. Proteobakterie je jako skupina definována díky typické sekvenci v ribozomální RNA a je pojmenovaná po starořeckém bohu Próteovi, který uměl měnit svůj tvar, stejně jako existuje nepřeberné množství různě tvarovaných forem proteobakterií.

## Charakteristika
Všechny proteobakterie jsou gramnegativní, jejich membrána se skládá zejména z lipopolysacharidů. Mnoho proteobakterií je bičíkatých, některé jsou ale nepohyblivé nebo jen kloužou po podložce. Většina proteobakterií je fakultativně nebo obligátně anaerobní a heterotrofní, ale existuje mnoho výjimek. Mnoho skupin, často vzájemně nepříbuzných, si vyvinulo schopnost získávat energii Slunce díky fotosyntéze. Těm se říká purpurové bakterie, kvůli jejich načervenalým pigmentům.

## Systematika
Kmen Pseudomonadota se dělí na následující řádně popsané třídy (v závorce synonyma s platně publikovaným popisem, který původně mohl mít užší vymezení):
- Acidithiobacillia
- Alphaproteobacteria (Alphabacteria, Anoxyphotobacteria, Magnetococcia)
- Betaproteobacteria
- Deltaproteobacteria (Bradymonadia, Deferrisomatia, Deltabacteria, Desulfarculia, Desulfobaccia, Desulfobacteria, Desulfobulbia, Desulfofervidia, Desulfomonilia, Desulfovibrionia, Desulfurellia, Desulfuromonadia, Dissulfuribacteria, Myxococcia, Polyangiia, Syntrophia, Syntrophobacteria, Syntrophorhabdia)
- Epsilonproteobacteria
- Gammaproteobacteria
- Hydrogenophilia (Hydrogenophilalia)
- Oligoflexia (Bacteriovoracia, Bdellovibrionia)

Patří sem i následující třídy s dosud neplatným popisem typu Candidatus (tj. dosud nekultivované):
- "Candidatus Anaeroferrophilia"
- "Candidatus Anaeropigmentatia"
- "Candidatus Zymogenia"

Původně vyčleňovaná třída Zetaproteobacteria je nyní součástí třídy Alphaproteobacteria.